# Антиохийска богословска школа
Антиохийската богословска школа (на гръцки: Θεολογική σχολή της Αντιόχειας) е християнска богословска школа в Антиохия, един от двата главни центъра на късноантичната теология, наред с Александрийската школа. Най-видни нейни представители са Евсевий Емески, Кирил Йерусалимски, Диодор Тарсийски, Теодорет и Йоан Златоуст. Сред видните ѝ ученици са ересиархите Несторий и Теодор Мопсуестийски. 